# Меритеријум
Меритеријум (лат. Moeritherium) је изумрли род сурлаша, који је припадао моногенеричној породици Moeritheriidae. Меритеријум је добио име по египтском језеру Ми-ур или Мер-ур (староегипатско име), то јест Меридовом језеру (старогрчко име). Први пут га је открио 1911. године немачки зоолог Макс Шлосер.

## Опис
Меритеријум је био мочварна (семиакватична) животиња, облог тела, кратких, здепастих ногу, која је живела пре 37-35 милиона година. Обликом тела и начином живота подсећао је на свиње, тапире и патуљасте нилске коње, што је последица конвергентне еволуције. 
Меритеријум је био дугачак скоро 2 метра, висок 70 центиметара и био тежак 235 килограма. Облик његових зуба упућује на закључак да се хранио меканом воденом вегетацијом.
Облик његове лобање упућује на то да иако није имао сурлу сличну слоновој, вероватно је имао широку савитљиву горњу усну сличну тапировој, која му је служила за хватање водене вегетације. Други секутићи су личили на мале кљове и изгледом су више личили на зубе нилског коња него на кљове данашњег слона.

## Станиште
Меритеријум је живео у Еоценском периоду пре 45 милиона година у северној и источној Африци.

## Исхрана
Меритеријум се хранио опалим лишћем, високом и ниском травом.

## Галерија
- Скелет меритеријума у једном јапанском музеју.
- Два меритеријума.
- Реконструкција меритеријума.
- Лобања меритеријума.
- Лобања меритеријума (профил).
- Меритеријум и животиње њему сличне.
- Висина меритеријумa у поређењу са висином човека